# Mont Bailey
Pour les articles homonymes, voir Bailey.
Le mont Bailey est un volcan bouclier éteint situé au nord-ouest des États-Unis, dans l'Oregon. Il fait partie de la chaîne des Cascades et se trouve à l'ouest du mont Thielsen.

## Toponymie
Le nom mont Bailey a été controversé. Les cartes anciennes ont d'abord mentionné Old Baldy ou Old Bailey, cette seconde graphie étant probablement une erreur, aucune personne du nom de Bailey en rapport avec le volcan n'ayant été trouvée. L'apparence du sommet, dégarni et désolé, pourrait être à l'origine de ce qualificatif signifiant « chauve ». En 1992, l’Oregon Geographic Names Board vote pour l'officialisation du nom mont Bailey en l'honneur des naturalistes Vernon et Florence Bailey. Selon William G. Steel, le nom klamath pour le sommet était Youxlokes, ce qui signifie « montagne médicinale ». Selon leurs propres traditions, leurs guérisseurs et leurs prêtres organisaient des cérémonies au sommet et communiaient avec le monde supérieur.

## Géographie
Le mont Bailey fait partie des High Cascades, dans l'Ouest des États-Unis. À partir du Miocène, la région est recouverte par une calotte glaciaire, sous l'effet des précipitations venues de l'océan Pacifique et de l'altitude croissante au cours du Pliocène. Les activités basaltiques et andésitiques sont responsables de l'émergence des cônes du mont Bailey, du mont Thielsen et du pic Union
Le mont Bailey domine une série de reliefs au nord. À l'instar du mont Thielsen, il s'agit d'un volcan bouclier surmonté d'un cône volcanique. Il apparaît il y a moins de 100 000 ans et se forme non loin de l'actuel pic Diamond. Au cours du temps et de plusieurs éruptions successives, son activité est passée de basaltique à andésitique (accroissement du taux de silice et augmentation de la viscosité),. Il est inactif depuis l'apparition du mont Mazama, au début du Pléistocène.
Avec l'altitude, les espèces communes[Quoi ?] de pins laissent place à la Pruche subalpine, au Pin argenté et au Sapin rouge.

## Activités
Le mont Bailey est une destination populaire pour la randonnée pédestre et le ski, en raison de ses versants pentus et de son panorama sur le lac Diamond, à l'est. Le Mount Bailey Trail est inclus dans la Diamond Lake Recreational Area.